# Schnepfenkapelle
| Schnepfenkapelle bei Bimbach |                           |
|                              |                           |
| Ort                          | Bimbach                   |
| Konfession                   | römisch-katholisch        |
| Diözese                      | Fulda                     |
| Patrozinium                  | Schmerzhafte Muttergottes |
| Bautyp                       | barocke Saalkirche        |
| Funktion                     | Wallfahrtskapelle         |

Die Schnepfenkapelle ist eine katholische barocke Kapelle in der Gemeinde Großenlüder, Ortsteil Bimbach. Der offizielle Name ist Wallfahrtskapelle zur Schmerzhaften Mutter.

## Geschichte
Die Schnepfenkapelle wurde im Jahr 1775 vom dort auf dem „Schnepfenhof“ ansässigen Bauern Johann Georg Schneider gestiftet. Zunächst wurde nur das Kapellengebäude errichtet. Der Turm mit Glockenstube wurde erst im Jahre 1912 errichtet. Der Innenraum ist mit einem spätbarocken Kapellenaltar ausgestattet. In der Mitte des Triumphbogens befindet sich eine stehende Strahlenkranz-Mariendarstellung mit Zepter in der linken Hand und dem segnenden Jesuskind auf dem rechten Unterarm. Den Altar krönt ein Altarauszug mit einer Pietà. Es ist eine Kopie des Gnadenbildes aus der 1. Hälfte des 15. Jahrhunderts. Das noch vorhandene Original befindet sich im Großenlüderer Heimatmuseum. Die Kapelle ist Ziel von Wallfahrten.

## Neuzeit
Am 26. April 2014 brannte der Dachstuhl vermutlich wegen eines Blitzschlags aus und wurde wieder neu errichtet.
Die Weihe der neuen Glocke erfolgte am 2. Mai 2015. Am 9. Mai folgte das Richtfest des Dachstuhls und am 1. August 2015 die Wiedereröffnung der Kapelle nach Segnung durch Pfarrer Sebastian Blümel. Seitdem erfolgt auch um 12:00 und 18:00 Uhr wieder das Angelusläuten.
Die Schnepfenkapelle befindet sich direkt an der Bonifatius-Route und an der Antsanvia.

## Bildergalerie

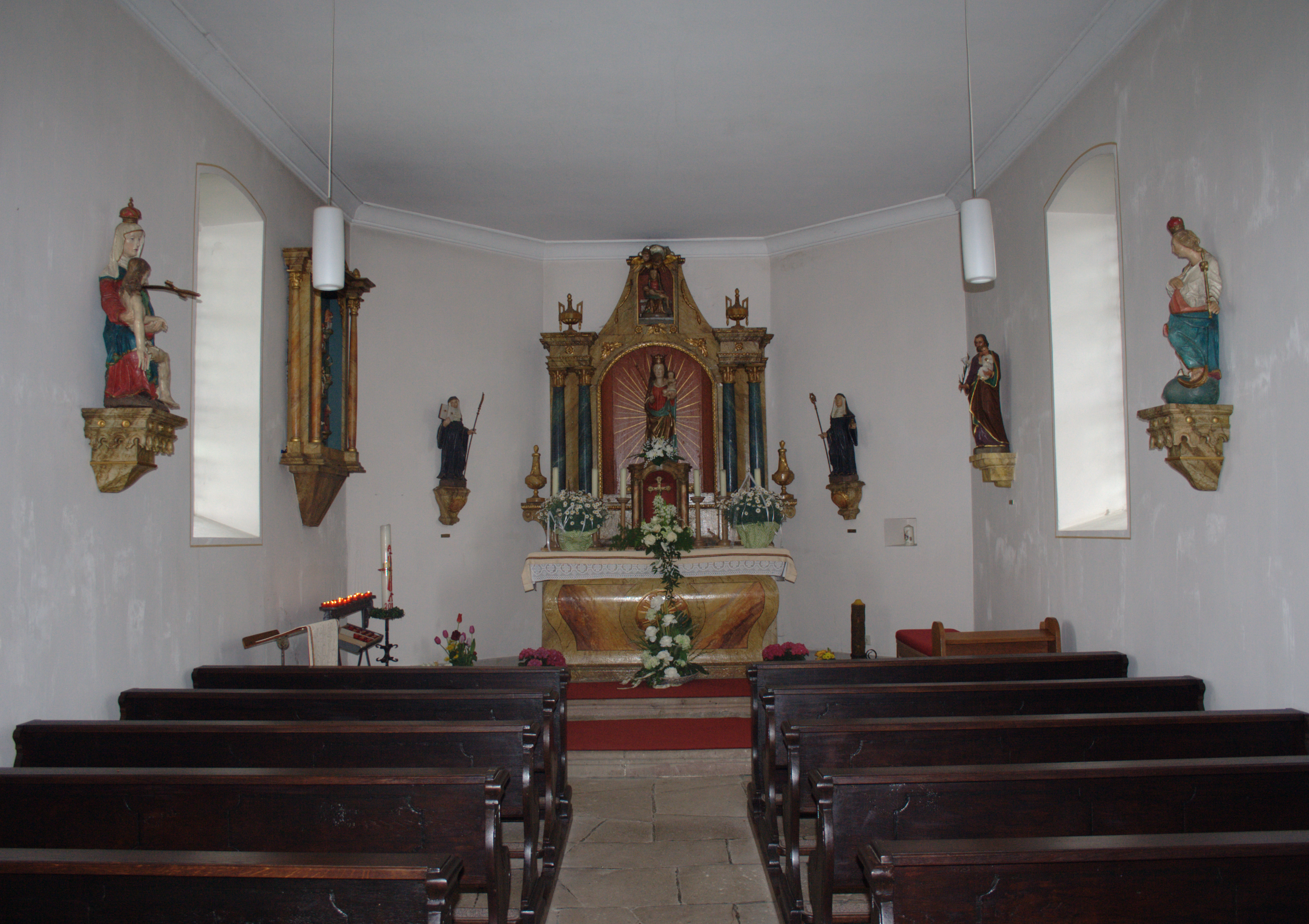
Gesamte Innenansicht zum Altar
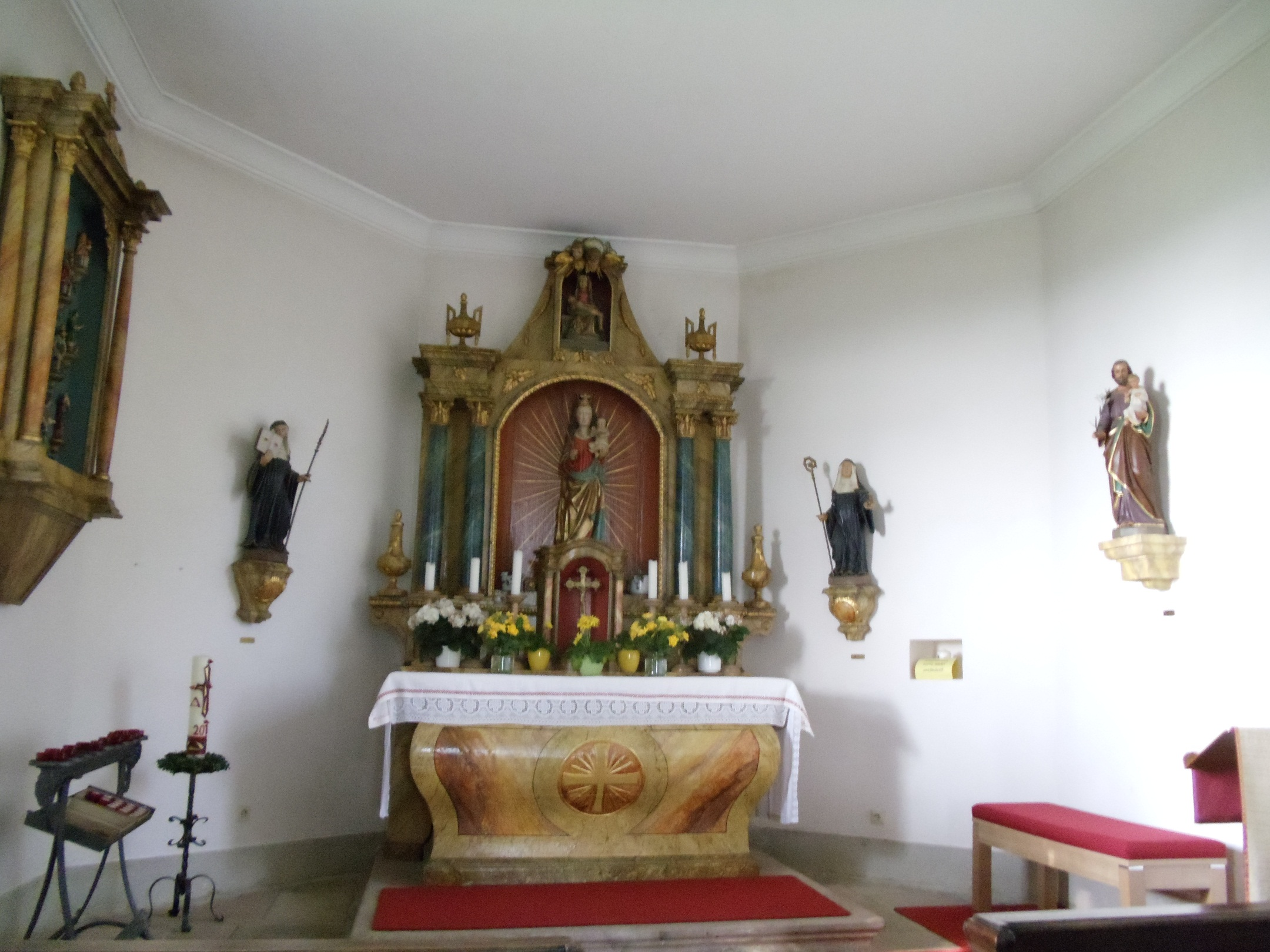
Größere Innenansicht mit dem Altar und dem Gnadenbild im grönenden Altarauszug
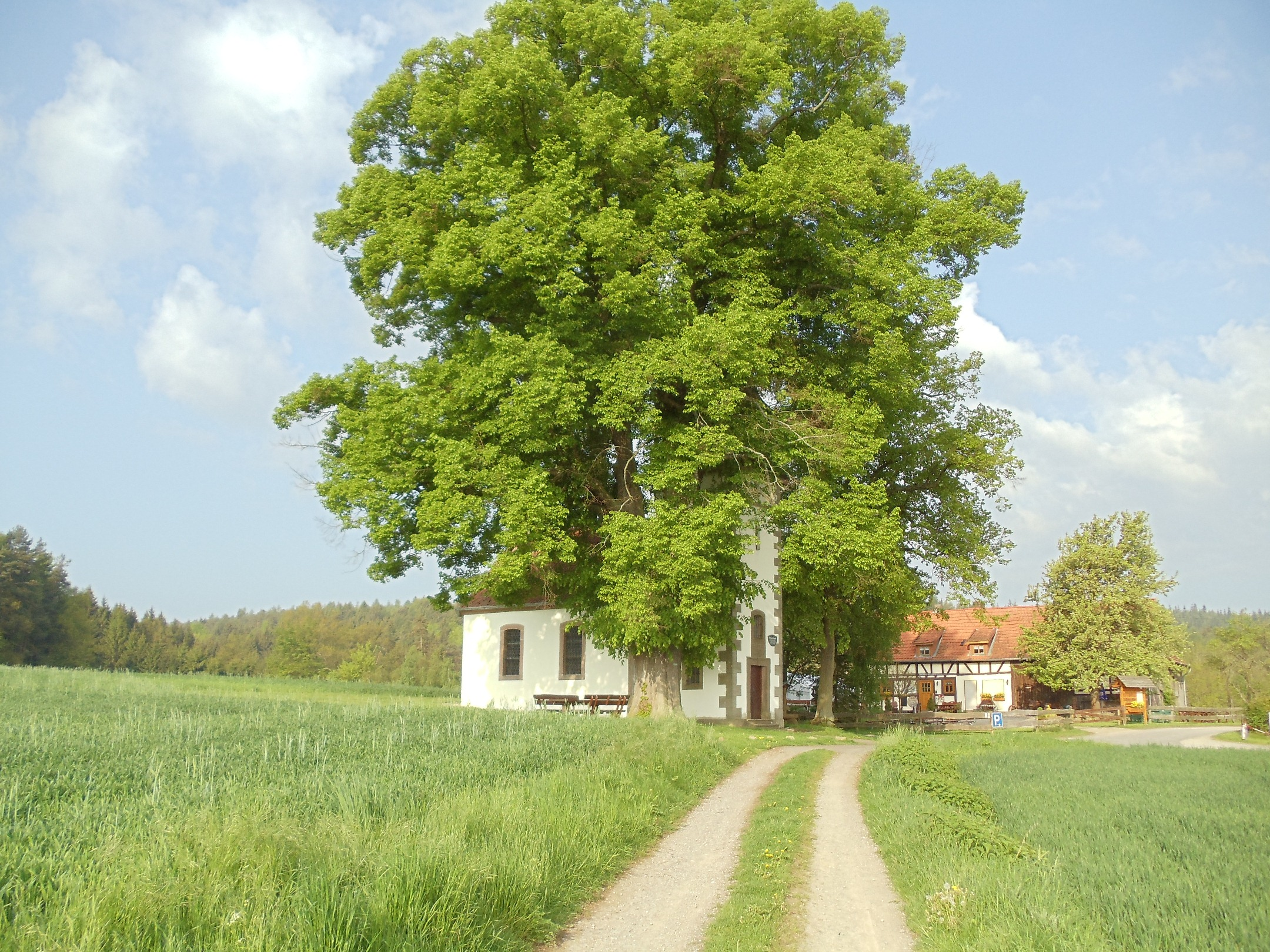
Ansicht von Osten mit der „Körbelshütte“ im Hintergrund
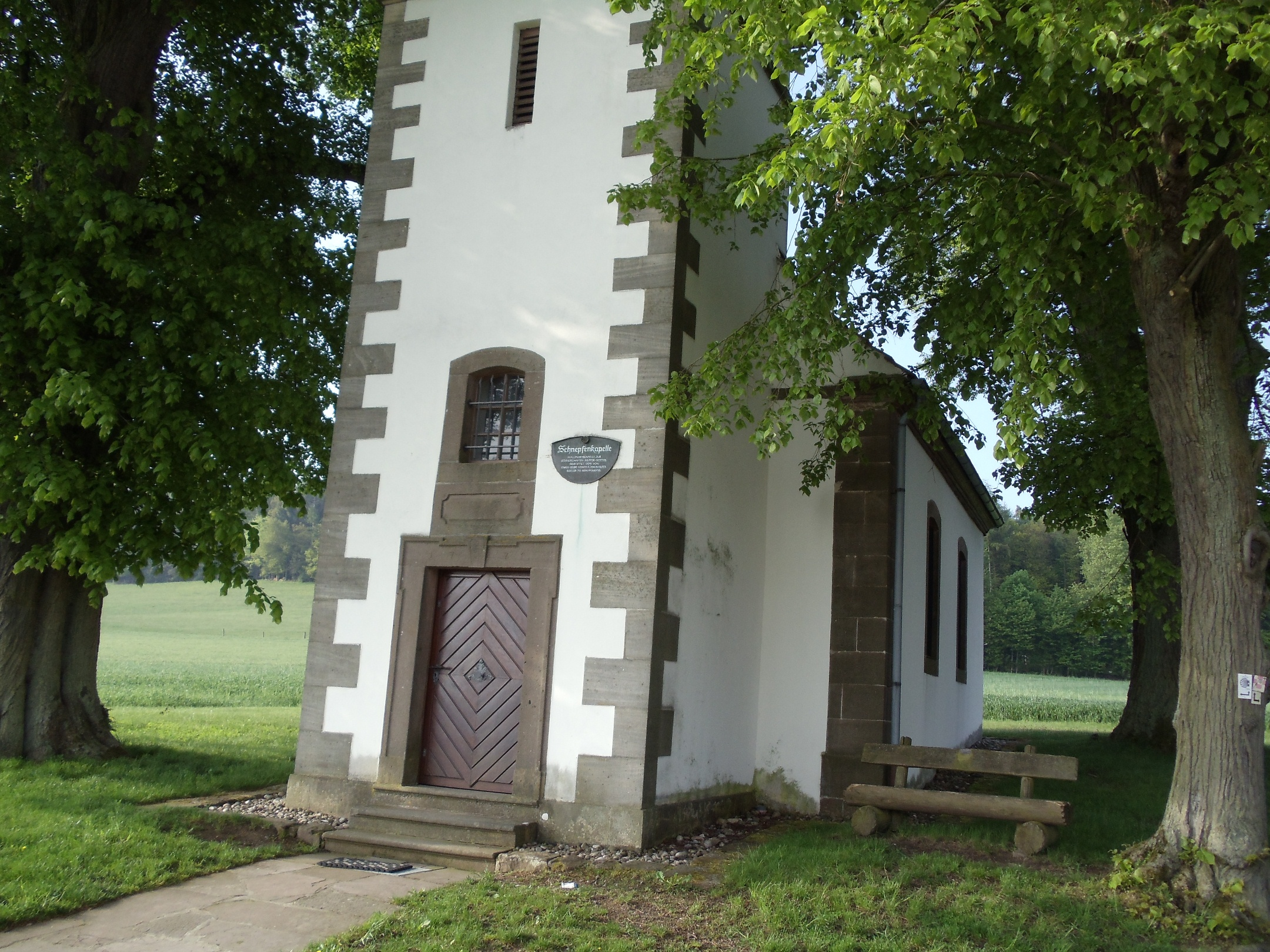
Portal mit Hinweistafel
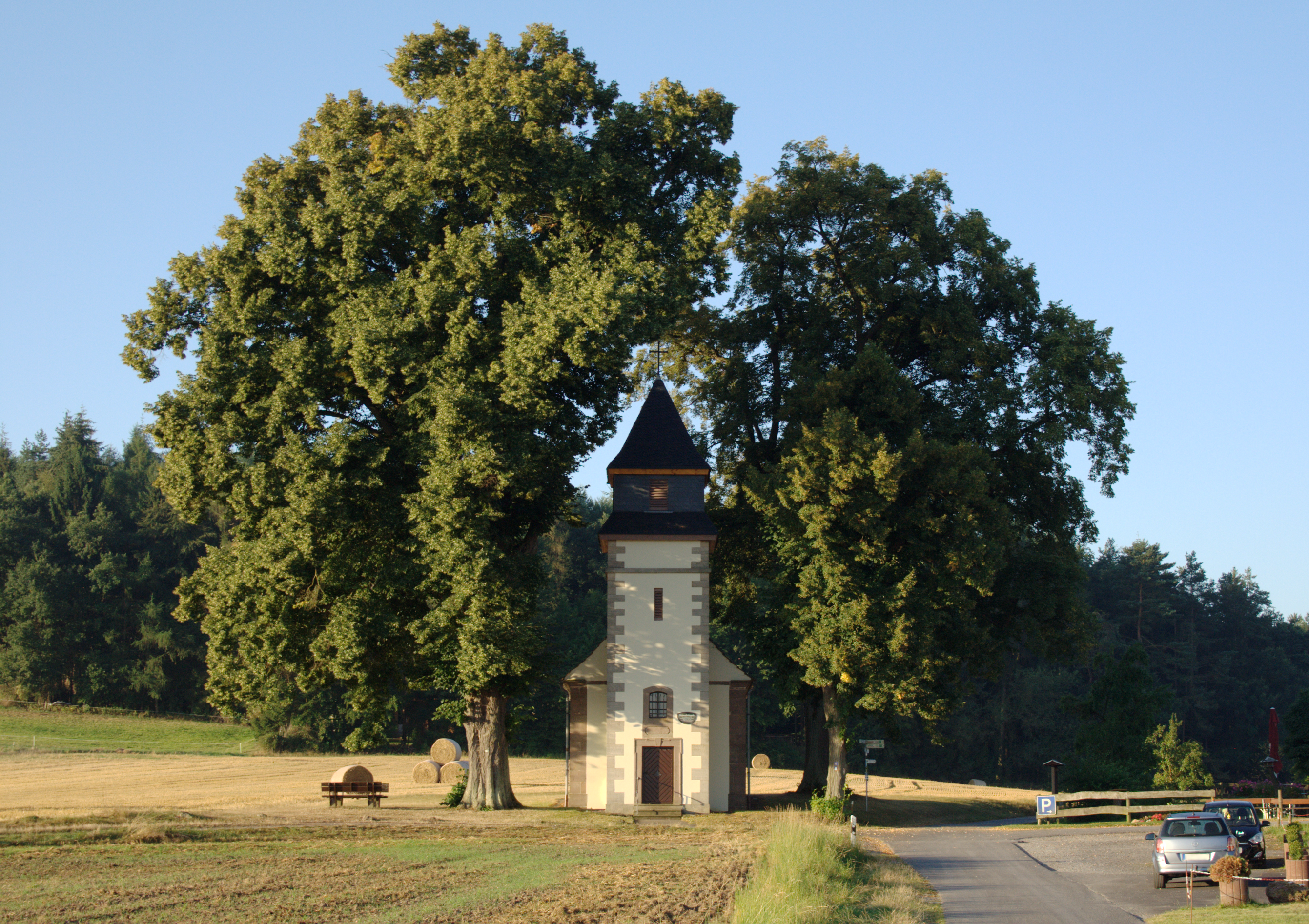
Die Kapelle in der markanten Baumgruppe nach dem Turmbrand